# Poriëngetal
Het poriëngetal e van een grondmonster geeft het percentage holtes in de grond aan ten opzichte van het volume vaste stof:
{\displaystyle e={\frac {V_{holtes}}{V_{korrels}}}}
Het geeft een aanduiding voor de mate van verdichting van een grond, en derhalve ook voor de stabiliteit van de grondlaag: een hoog poriëngetal betekent een veel holtes, of dus een weinig aangedrukte grondlaag, die mogelijk veel gaat zetten als erop gebouwd wordt. Een laag poriëngetal duidt op een laag geschikt voor funderingen.